# Hope Solo
Hope Amelia Solo (Richland, 30 luglio 1981) è un'ex calciatrice statunitense, di ruolo portiere.
Prima di approdare al Seattle Sounders Women, aveva giocato con il Philadelphia Charge, in Svezia con il Kopparbergs/Göteborg, in Francia con l'Olympique Lyonnais, il Saint Louis Athletica l'Atlanta Beat e con il MagicJack, a livello giovanile, per i Washington Huskies.
Con la nazionale statunitense, dove ha militato fino al 24 agosto 2016, quando la Federazione USA le ha sospeso il contratto, ha collezionato oltre 120 presenze, vinto due titoli olimpici (nel 2008 e nel 2012), un titolo mondiale (2015) e ottenuto un secondo posto nel campionato del mondo nel 2011; sempre con la nazionale detiene un primato di 1 054 minuti di imbattibilità della propria porta.

## Biografia
Hope Amelia Solo è nata a Richland, nello Stato di Washington,, figlia di un veterano della guerra del Vietnam di origine italiana. Ha frequentato l'Università di Washington dal 1999 al 2002 e si è laureata in scienze della comunicazione.
È sposata con l'ex giocatore di football americano Jerramy Stevens. Il 4 marzo 2020 la coppia ha avuto due gemelli, Vittorio Genghis e Lozen Orianna Judith.
Nel 2011 è apparsa senza veli, assieme ad altri sportivi, per l'edizione The Body Issue della rivista statunitense ESPN The Magazine. L'anno seguente esce la sua autobiografia, Solo: A Memoir of Hope.

## Carriera
Inizia a giocare come attaccante nella squadra del suo college, la Richland High School, con cui realizza 109 goal in tre anni. Nel 1999, quando passa nelle giovanili dei Washington Huskies, lascia però il ruolo di attaccante per dedicarsi a quello di portiere.

### Nazionale

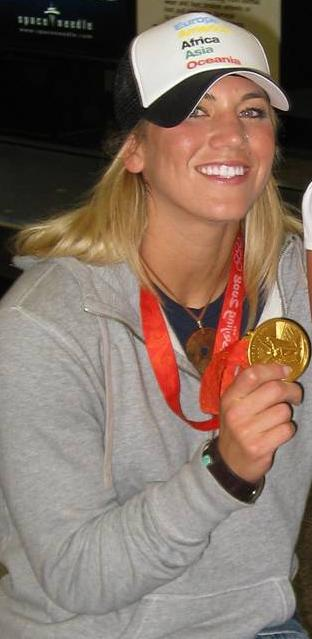
Solo con la medaglia d'oro vinta a

Il 5 aprile 2000 fa il proprio debutto nella nazionale maggiore, in una gara contro l'Islanda. Nel 2004, segue lo staff della nazionale nella vittoriosa trasferta ai Giochi Olimpici di Atene, pur non facendo parte ufficialmente della squadra.
Nel 2007, durante il campionato mondiale, entra in rotta col proprio il proprio allenatore, Greg Ryan, il quale nella semifinale contro il Brasile, persa poi per 0-4, le preferisce la "veterana" Briana Scurry, nonostante i tre rigori parati nella partita precedente: lo sfogo costa a Solo l'allontanamento dalla squadra in vista della finale per il terzo posto. L'anno dopo, vince con la propria nazionale la medaglia d'oro ai Giochi Olimpici di Pechino.
Nel 2009 viene eletta miglior calciatrice statunitense dell'anno, Il 17 luglio 2011, a Francoforte sul Meno, al termine della finale mondiale persa ai tiri di rigore contro il Giappone, riceve il premio come miglior portiere del torneo.
Nell'estate del 2012 partecipa, con la sua nazionale, ai Giochi olimpici di Londra e vince la sua seconda medaglia d'oro olimpica in carriera, conquistata grazie alla vittoria per 2-1 sul Giappone del 9 agosto; il 10 luglio 2012 era stata trovata positiva a un controllo antidoping, ma è riuscita comunque a giocare la competizione.
Nell'estate del 2015 partecipa da titolare al mondiale in Canada che si chiude con la vittoria del titolo. Dopo un gol subito nella prima partita contro l'Australia, Solo mantiene la porta inviolata per 540 minuti, sfiorando per qualche secondo il record assoluto in un mondiale detenuto dalla Germania.

## Palmarès

### Club
- Washington State Championship: 1

Washington Huskies: 1998

### Nazionale
- Algarve Cup: 5

2005; 2006; 2008; 2010; 2011
- Four Nations Tournament: 3

2006; 2007; 2008
- CONCACAF Women's Gold Cup: 1

2006
- Oro olimpico: 2

Pechino 2008; Londra 2012
- Campionato mondiale: 1

2015

### Individuale
- Pac-10 Selection: 4

1999; 2000; 2001; 2002
- NSCAA All-American: 3

2000; 2001; 2002
- WPS Portiere dell'anno: 1

2009
- Miglior portiere dell'anno IFFHS: 3

2012, 2013, 2014
- U.S. Soccer Athlete of the Year: 1

2009
- Adidas Guanto d'oro: 1

Germania 2011
- Adidas Pallone di bronzo: 1

Germania 2011
- Adidas All-Star Team: 1

Germania 2011

## Controversie
Nel 2010 si rende protagonista di una polemica su Twitter, accusando i tifosi dei Boston Breakers di razzismo: la cosa le costa una multa di 2.500 dollari e un turno di squalifica.
Nel novembre 2017 ha accusato di molestie sessuali l'ex presidente della FIFA Sepp Blatter, che le avrebbe toccato il sedere durante la cerimonia di consegna del Pallone d'oro FIFA 2012; Blatter ha respinto tali accuse.

### Arresti
Nel giugno del 2014 viene arrestata con l'accusa di violenza domestica ai danni della sorella e del nipote diciassettenne. Viene in seguito rilasciata senza cauzione; l'8 giugno 2016 Hope si è vista rifiutare la richiesta che le accuse nei suoi confronti fossero respinte dal tribunale.
Il 31 marzo 2022 è stata arrestata per guida in stato di ebbrezza.